# Finanziamento di contenziosi da parte di terzi
Finanziamento di contenzioso da parte di terzi (Third-Party Litigation Funding, o TPLF), è una forma di finanziamento legale in cui una parte esterna fornisce risorse finanziarie a una parte litigante, come un'associazione di consumatori o un individuo, per coprire i costi di un processo giudiziario in cambio di una porzione dell'importo ricevuto in caso di vittoria o accordo. Questo modello di finanziamento sta guadagnando popolarità come strumento per consentire l'attuazione di contenziosi importanti, specialmente quando i richiedenti non dispongono di risorse sufficienti per sostenere i costi legali.

## Utilizzo da parte delle associazioni dei consumatori
In tutta l'Unione Europea, associazioni dei consumatori come Citizen's Voice e Ius Omnibus utilizzano il TPLF per finanziare azioni collettive e difendere i diritti dei consumatori in casi di grande rilevanza. Queste associazioni scelgono questa forma di finanziamento per garantire l'indipendenza e la capacità di combattere contro grandi corporazioni senza compromettere le loro risorse finanziarie.

## Caso notabile
Un esempio notevole dell'applicazione del TPLF è l'azione collettiva intrapresa contro Apple per pratiche anticoncorrenziali, guidata da Fabrizio Esposito, Professore Associato di Diritto Privato presso la NOVA School of Law. Esposito e il team legale hanno utilizzato risorse di TPLF per sostenere il contenzioso, dimostrando l'impatto significativo che tale finanziamento può avere nel facilitare azioni giudiziarie che altrimenti non sarebbero state possibili.

## Finanziamento
Questo capitolo discute la rilevanza del finanziamento di contenzioso da parte di terzi (TPL) nel contesto delle azioni popolari e dell'applicazione privata (private enforcement) per la difesa dei diritti dei consumatori. Il punto di partenza è l'analisi del contesto dell'Unione Europea e delle riforme legislative in corso, contestualizzando l'importanza del tema.

### Azioni popolari
Le azioni popolari, radicate nellactio popularis' del diritto romano, rappresentano un meccanismo cruciale per la difesa dei diritti dei consumatori. 

### Finanziamento di contenzioso da parte di terzi: facilitare l'accesso alla giustizia
Il finanziamento di contenzioso da parte di terzi emerge come uno strumento potente per garantire l'accesso alla giustizia per i consumatori. Assumendo i costi del processo, il TPL permette ai consumatori di perseguire i loro diritti senza barriere finanziarie, democratizzando l'accesso al sistema giudiziario.

### L'applicazione privata come pilastro della difesa del consumatore
L'applicazione privata, che permette ai consumatori di difendere direttamente i propri diritti, è un pilastro fondamentale per la protezione del consumatore. Questo strumento contribuisce alla giustizia sociale e all'ordine pubblico, assicurando che le aziende operino in conformità alla legge.

### La sinergia tra azioni popolari, TPL e applicazione privata
La combinazione di azioni popolari, finanziamento di contenzioso da parte di terzi e applicazione privata si configura come essenziale per la difesa dei diritti dei consumatori. Questa triade garantisce l'accesso alla giustizia, la protezione dei diritti e la promozione della giustizia sociale.

### Considerazioni finali
Il finanziamento di contenzioso da parte di terzi si dimostra come uno strumento cruciale per il rafforzamento delle azioni popolari e dell'applicazione privata nella difesa dei diritti dei consumatori. Facilitando l'accesso alla giustizia, il TPL contribuisce alla costruzione di una società più giusta e con relazioni di consumo più equilibrate.